# Geister (Roman)

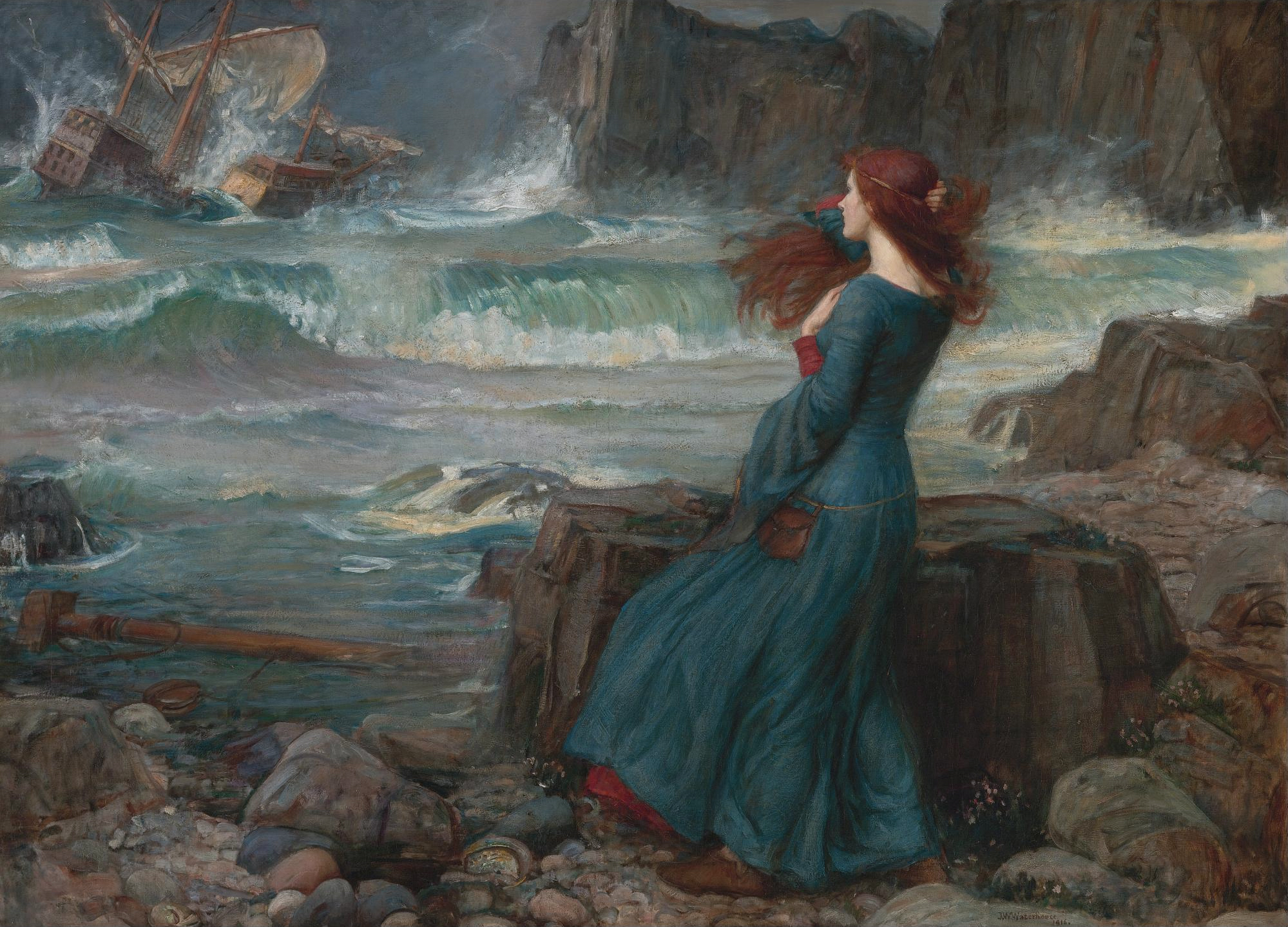
John William Waterhouse, Miranda – The Tempest

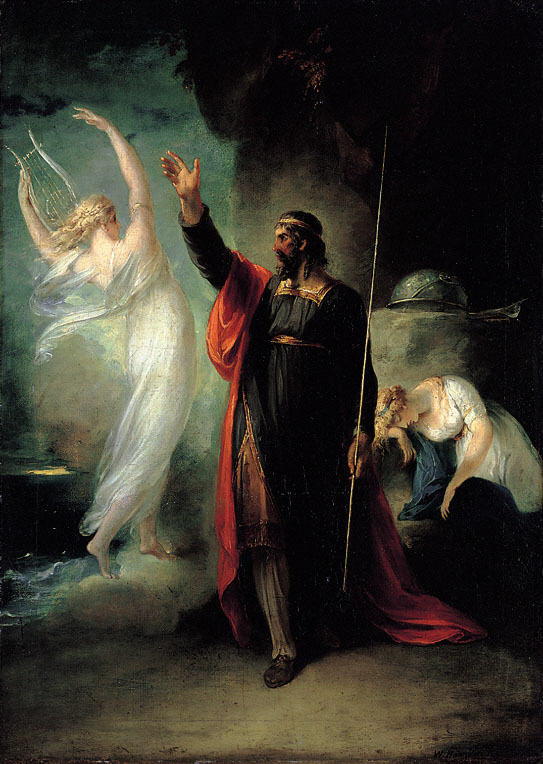
William Hamilton (1751–1801): Prospero and Ariel, 1797

Geister (Originaltitel: Ghosts) ist ein Roman des Bookerpreisträgers John Banville aus dem Jahre 1993, der im Jahre 2000 auf Deutsch erschien.
Der Ich-Erzähler, ein Mörder, lebt nach verbüßter Strafe mit wenigen Menschen auf einer namenlosen Insel. Er hat im Hause eines Kunstprofessors Asyl gefunden, dessen Forschungen zu Vaublin er fortsetzt. Eines Tages strandet ein Ausflugsschiff und eine Gruppe von Menschen dringt in das Refugium ein.
Das Werk ist der zweite Teil einer Trilogie, deren erster Band, The Book of Evidence, 1989 erschien. Dort hatte die Hauptfigur Freddie Montgomery beim Versuch, das Porträt einer jungen Frau zu stehlen, vielleicht ein Bild von Vermeer, das lebende Ebenbild dieses Porträts, eine junge Hausangestellte des Besitzers, ermordet. Auch Athena, der dritte Band der sogenannten „Mördertrilogie“, liegt auf Deutsch vor.

## Inhalt

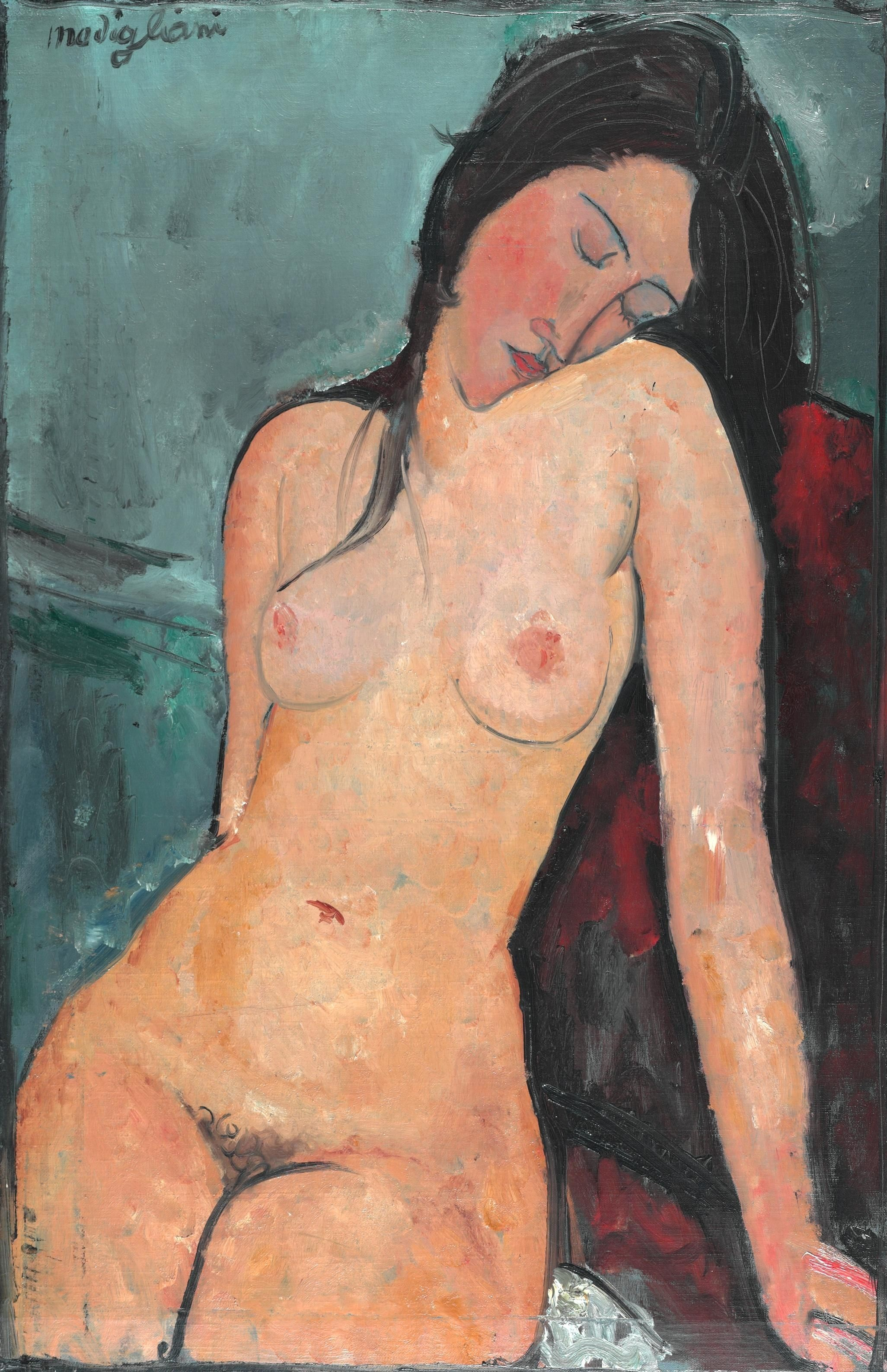
Amedeo Modigliani, Sitzender weiblicher Akt, 1916

Wie Shakespeares Drama Der Sturm beginnt der Roman mit einem Schiffbruch. Ganz undramatisch steuert der betrunkene Kapitän ein kleines Ausflugsschiff auf den Strand, eine bunt zusammengewürfelte Gesellschaft beginnt, die Insel zu entdecken: Sophie, eine erfolgreiche Fotografin, die attraktive Flora, die einem Porträt von Modigliani gleicht, Felix, ein Kunstfälscher und Drogenhändler, Croke, ein altersloser Mann mit Panamahut, und zwei koboldhafte Jungen.
Sie dringen ein in die Welt des Ich-Erzählers, eines Mörders, der seine 10-jährige Strafe verbüßt und sich in die Einsamkeit der Insel zurückgezogen hat. Er lebt im Hause von Professor Kreutznaer mit dessen früherem Assistenten Lux und dem Mädchen Alice und hat begonnen, die Forschungen des Professors zum Maler Vaublin fortzusetzen.
So zufällig der Schiffbruch zunächst zu sein scheint, erschließen sich nach und nach Verbindungen zwischen den Figuren. Der gestrandete Felix weiß um die homosexuelle Vorliebe des Professors für kleine Jungen, um Vorgänge im Bereich der Kunstfälschung, vielleicht auch um die Mordtat des Ich-Erzählers.
In der Abgeschlossenheit der Insel verbleiben die Gäste nur einen Tag und dennoch erschließen sich in Träumen, Gesprächen und Begegnungen Fragmente der Geschichten der Akteure, entwickeln sich kurze, intensive Beziehungen, in denen jeder den anderen als Projektionsfläche für Menschen aus seiner Vergangenheit missbraucht.
Im Zentrum des Geschehens steht aber die Vergangenheit des Erzählers, die sich vor allem in inneren Monologen entfaltet. Fragmentarisch erscheinen in Erinnerungsfetzen und Träumen der sinnlose Mord des Erzählers an einer jungen Frau, die er tötet, als sie ihn bei einem Kunstdiebstahl ertappt, seine Zeit im Gefängnis und die Fahrt mit einem früheren Mithäftling zur Insel.
Für den Erzähler ist die Insel ein Ort der Schuldbewältigung. Seine faustische Hoffnung, seine Schuld vollständig zu sühnen, indem er eine junge Frau zum Leben erweckt, scheitert jedoch, als auch Flora, die er verehrt, die Insel verlässt.

## Themen

### Pygmalion

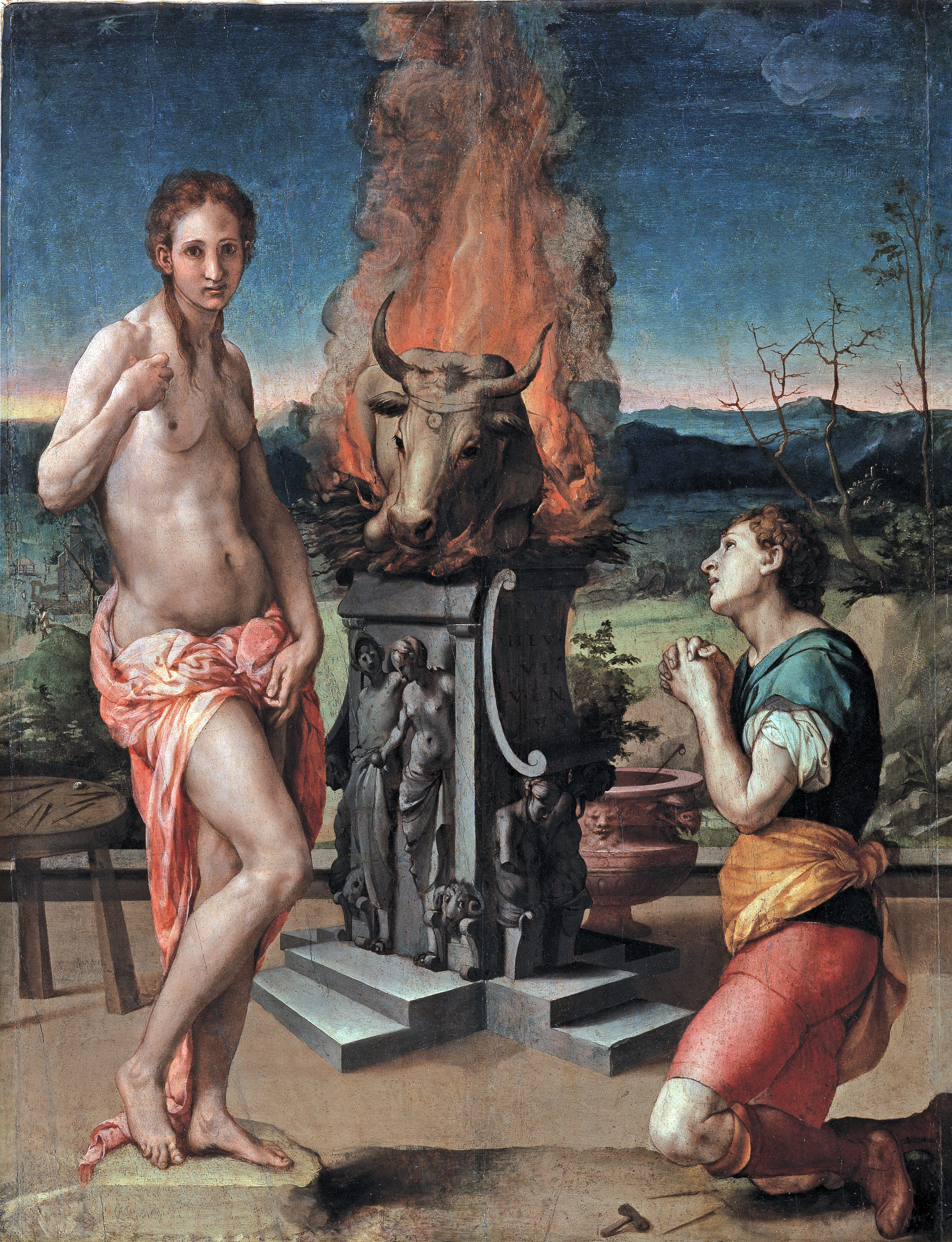
Angelo Bronzino, Pygmalion und Galathea, 1529–30

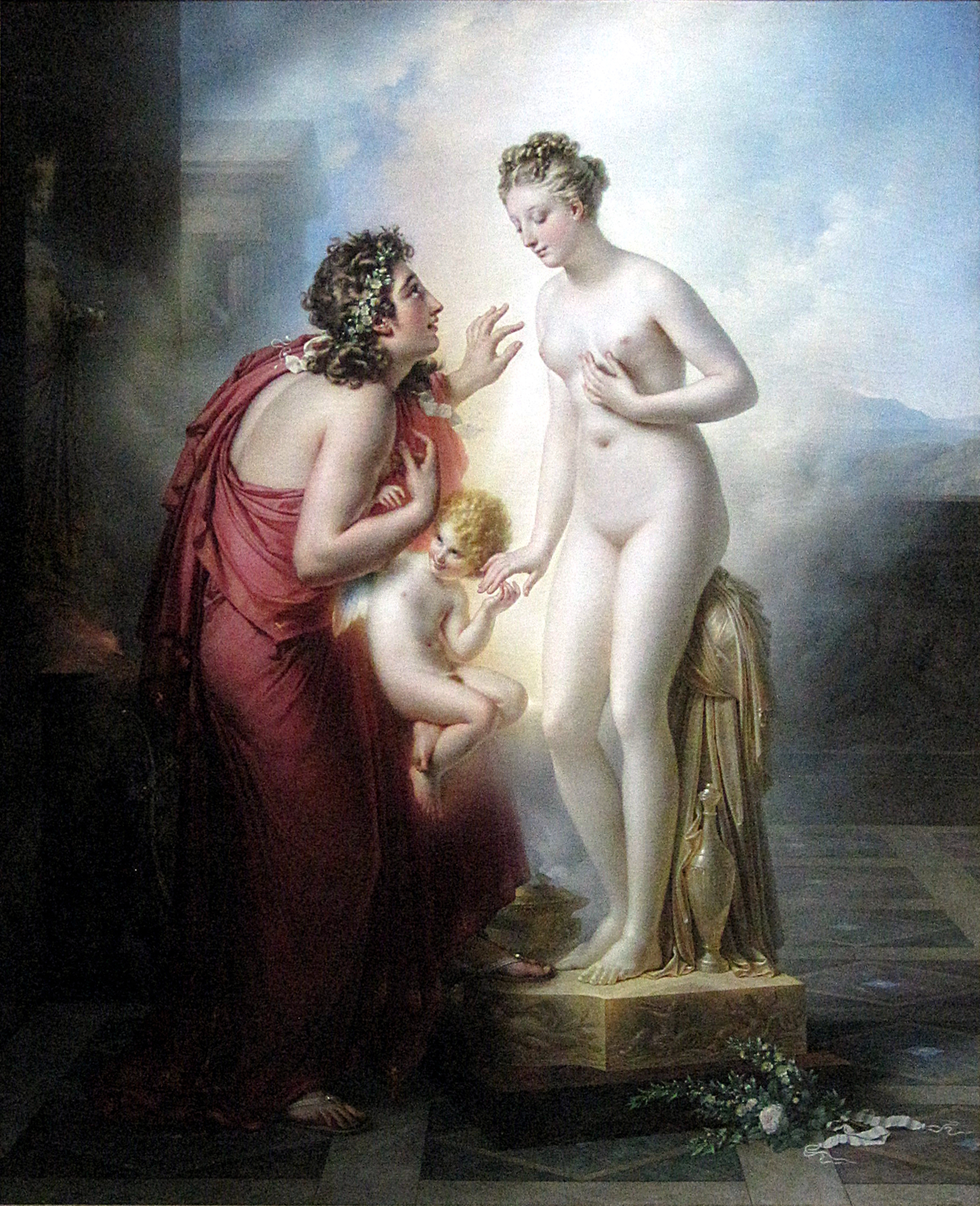
Anne-Louis Girodet-Trioson, Pygmalion et Galatée, 1819

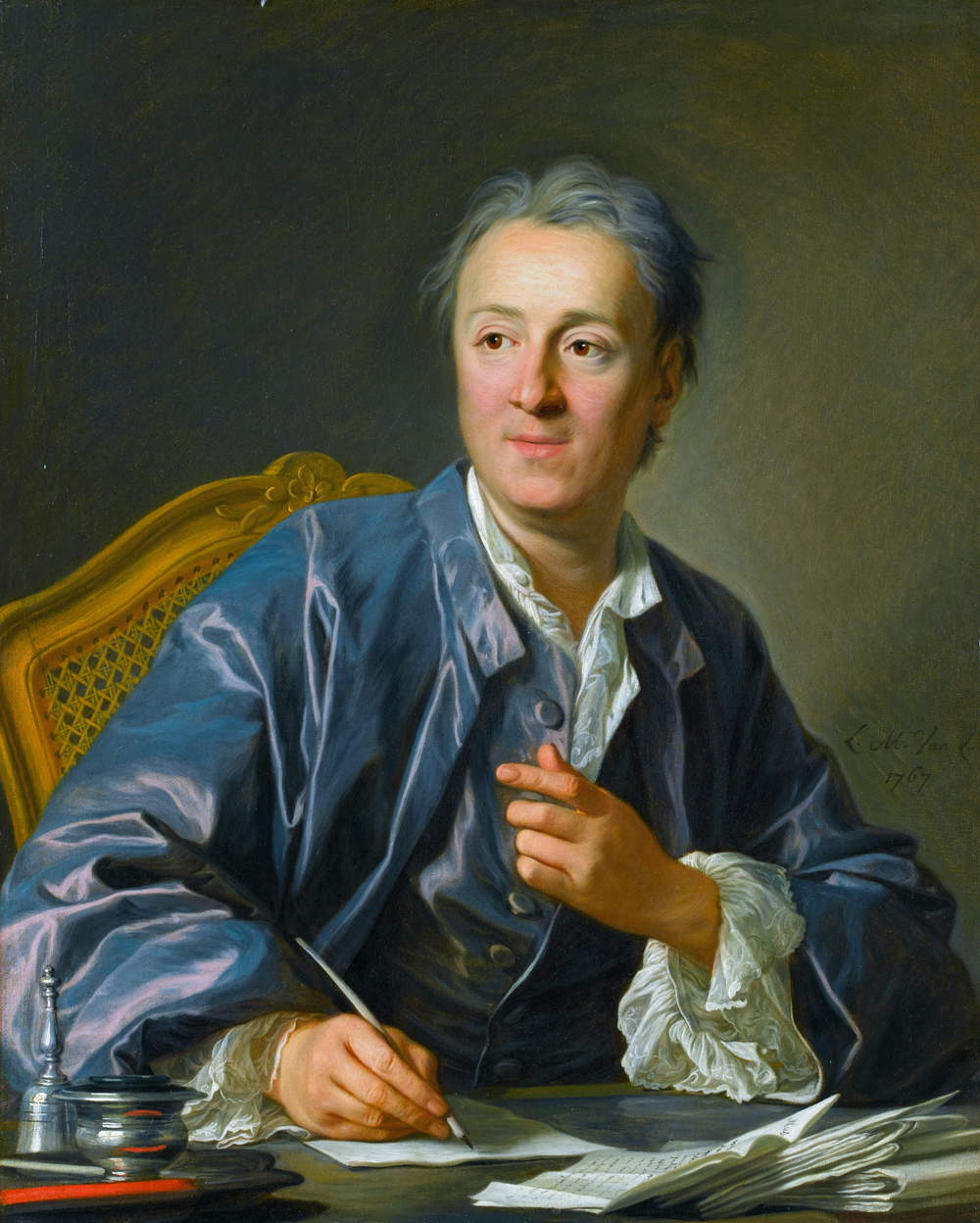
Louis-Michel van Loo: Bildnis Denis Diderots, 1767

Vorgeschichte des Romans ist der sinnlose Mord des Erzählers an einer jungen Frau. Nach verbüßter Strafe treibt ihn die Idee um, diese Frau durch ein Kunstwerk zu neuem Leben zu erwecken. Erscheint dieser Wunsch in Banvilles späterem Roman Die See als orpheisches Projekt, so steht es hier eher in der Tradition Pygmalions.
Wie der einsame Bildhauer Pygmalion, der sich in das von ihm geschaffene Standbild verliebt, dem die Göttin Venus Leben einhaucht, möchte der Erzähler der von ihm Ermordeten neues Leben verleihen.
Bei Banville sind es die Figuren aus dem Gemälde Le monde d’or des fiktiven Malers Vaublin, die zum Leben erwachen. Banville selbst nennt als profane Quelle dieses Motivs eine englische Fernsehshow:

„Struck by "the ravishing image" of people walking out of a painting, which he saw on a British television show, he strove for the same effect in his latest novel, "Ghosts." "I wanted these still figures on a landscape to come alive briefly when the narrator turned the spotlight of his attention on them."“

Der Erzähler will die Figuren des alten Landschaftsgemäldes von Vaublin durch intensives Betrachten zum Leben erwecken. Umgekehrt ist der Prozess ästhetischer Produktion ein Stillstellen der Welt. Wie in einem Gemälde schildert Banville immer wieder zu Bildern erstarrte Momente des Lebens.

„Was geschieht, ist nicht wichtig, der Augenblick ist alles.“

Beispielhaft führt Banville dies an der Schilderung fiktiver Gemälde vor. Die Goldene Welt Vaublins ist eine geheimnisvolle Welt, in der nichts geschieht und in der die Figuren ihr eigenartiges Leben entfalten, „hier, an diesem Ort, sterbend womöglich, und doch für immer festgehalten in einem leuchtenden, endlosen Augenblick“ (Banville, Geister, S. 274). Banville nennt die Kindheitserinnerung an ein Schwarz-Weiß-Bild als eine Quelle der Romanidee, ein Bild, das Menschen in Stadtkleidung mit Koffern am Strand gezeigt habe.
Dieses Oszillieren zwischen zum Kunstwerk, zur Fotografie oder zur Statue erstarrtem Leben und der Verlebendigung des hier fixierten Lebens in der fiktionalen Welt der Literatur ist ein zentrales Motiv des Romans.

„Statuen. Ich denke an Statuen. Ich finde sie immer irgendwie unheimlich, diese erstarrten Figuren, wie sie plötzlich so reglos zwischen bewegtem Grün stehen oder hinten am Ende einer Allee und etwas beobachten, das nicht wir ist, das jenseits von uns ist, ein endloses, permanent versteinerndes Schauspiel, das niemand außer ihnen sehen kann. Für sie bewegt sich die Zeit ebenso langsam vorwärts wie die Berge. (…) diese ungestümen verwitterten Geschöpfe, die dastehen, als wollten sie jeden Augenblick von ihrem Sockel herunterspringen und mit großen Schritten fortlaufen und dicke Staubwolken hinter sich aufwirbeln.“

Der Roman zitiert in diesem Zusammenhang Denis Diderots Theorie der Statuen. Ein Weg zur Moralität sei es, sich zum Bildhauer seiner selbst zu machen. Durch das Erschaffen eines Idealbildes seiner selbst könne man einem Vorbild folgen, sich selbst formen. Diderot habe das verborgene Leben der Statuen respektiert, ihren Traum, in unsere Welt einzutreten.

„Solch schönen Statuen, schreibt er in einem Brief an Sophie Volland, seine Mätresse, die sich in den abgelegensten Winkeln verstecken und weit voneinander entfernt, Statuen, die mich rufen, die ich aufsuche oder denen ich begegne, die mir Einhalt gebieten und mit denen ich lange Gespräche führe … Ich liebe es, mir vorzustellen, wie der fröhliche Philosoph in St. Cloud oder Marly oder im großen Park von Sceaux mit den Putten auf den Amphoren spricht oder einem steinernen Pygmalion Lektionen über die Überlegenheit der Sinne hält.“

So friert denn die Kunst das Geschehen ein, hält es in Bildern und Augenblicken fest. Die Figuren erstarren immer wieder zu Abbildern, etwa der Professor, der aussieht „wie eine große, alte, regenfleckige Statue von einem Cäsar“. Die Figuren erscheinen als Kunstprodukte des Erzählers, zusammengesetzt aus vergangenen und gegenwärtigen Bilder. So wirkt Felix „wie Stückwerk, irgendwie provisorisch, als wäre er hastig aus lauter Teilen von anderen Menschen zusammengesetzt worden.“

### Tod und Mord
Der gesamte Pygmalion-Komplex kreist um den Versuch des Erzählers, seinen Mord ungeschehen zu machen. Die Kunstwerke, die Vergangenheit sollen zum Leben erweckt werden, damit das gestohlene Leben zurückgebracht werden.
Der Ich-Erzähler ist von seinem Verbrechen regelrecht besessen, „es hockt in mir wie ein zweites, parasitisches Ich und umschlang meine Zellen mit seinen Tentakeln.“. Der Mörder beschreibt dies im Stile Edgar Allan Poes:

„Bei den Chinesen, oder vielleicht waren’s auch die Florentiner zu Dantes Zeit – eins von diesen wilden, gnadenlosen Völkern jedenfalls –, hat man einen Mörder mit Kopf und Füßen an den Leichnam seines Opfers gefesselt und dieses grausige Paket in ein Verlies hinabgesenkt und den Schlüssel weggeworfen“

So fühlt sich der Erzähler in einer posthumen Zwischenwelt, weder richtig tot noch richtig lebendig, vergleichbar den lebensnahen Figuren auf einem Gemälde, den Geistern der klassischen Literatur.

## Literarische Form

### Einheit von Ort und Zeit

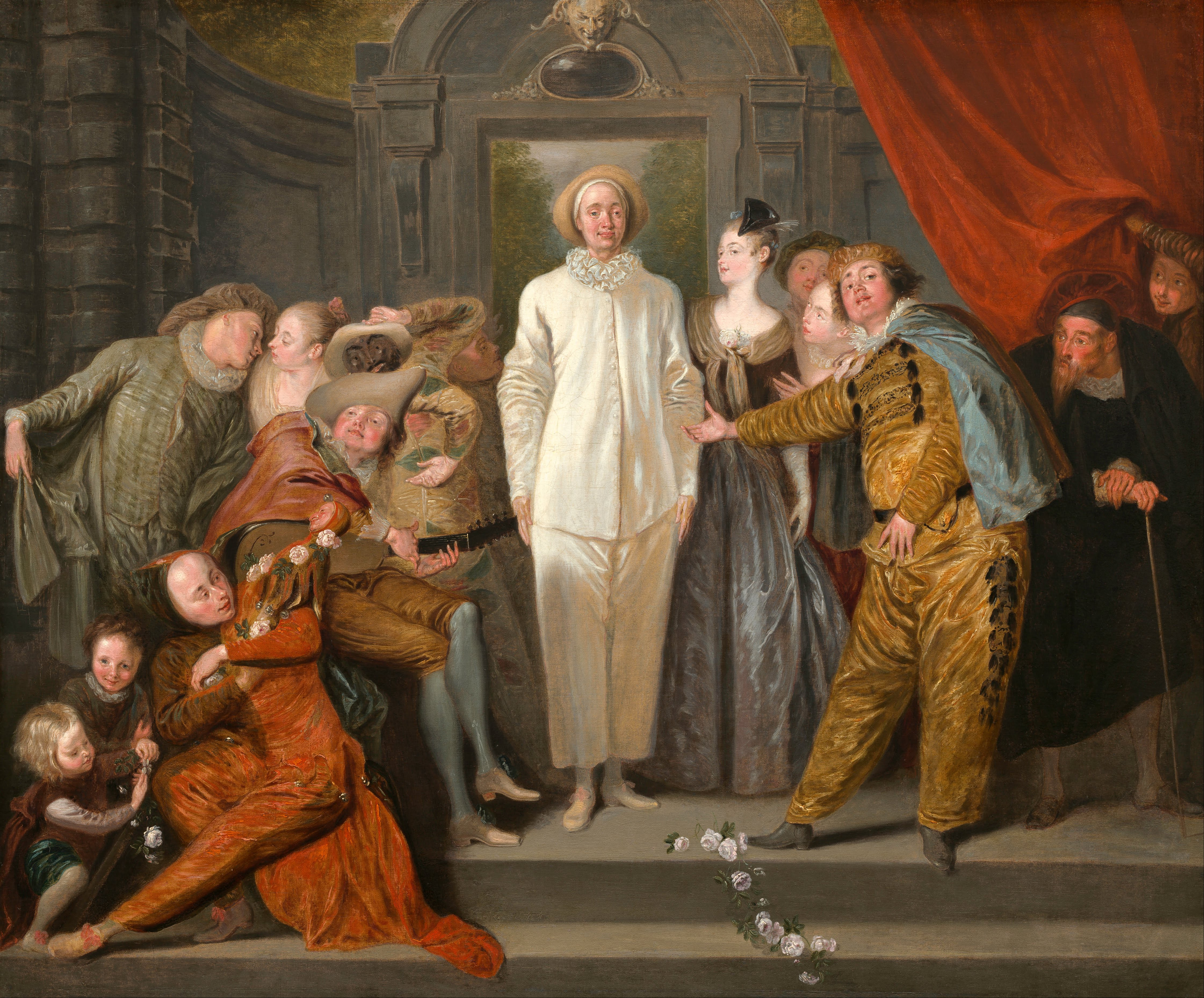
Antoine Watteau, Italienische Komödianten, um 1720

Antoine Watteau, Einschiffung nach Kythera, um 1720

Wie im klassischen Drama entwickelt sich das Geschehen an wenigen Orten, wesentlich in der Umgebung des Hauses auf der unbekannten Insel. Erzählt wird ein Tag im Mai, der Tag, den die Schiffbrüchigen auf der Insel verbringen.

„Ghosts is a story of castaways washed upon a shore both alien and yet familiar, benignly hospitable and yet vaguely threatening. The island setting allows Banville to set to flight a flock of sly and unusual allusions, from Robinson Crusoe to The Island of Dr. Moreau and Gilligan’s Island.“

„Geister ist eine Geschichte von Schiffbrüchigen, an eine Küste verschlagen, die zugleich fremd und dennoch vertraut, gastfreundlich und dennoch vage bedrohlich ist. Das Setting auf einer Insel erlaubt Banville eine Fülle listiger und ungewöhnlicher Anspielungen, von Robinson Crusoe bis zu Dr. Moreaus Insel und Gilligans Insel.“
Anders als im Drama eröffnet die Romanform aber vielfältige Möglichkeiten, diesen engen Rahmen durch Träume, innere Monologe und Erzählen zu überschreiten. In dieser Hinsicht gleicht das Refugium auf der Insel Thomas Manns Zauberberg.

„Meistens aber war ich zufrieden, oder hatte doch wenigstens Ruhe in mir, die fiebernde Ruhe des chronisch Kranken. Das ist es, das vor allem ist dieser Ort, kein Gefängnis, auch keine Wallfahrtsinsel, sondern eines jener Sanatorien, von denen es in meiner Kindheit, als die halbe Welt an Lungenfäule litt, so viele gegeben hat.“

Durch den symbolischen Namen Kythera für die wohl irische Insel stellt Banville verschiedene Verbindungen her. Einerseits war Kythera die Insel der Liebesgöttin Aphrodite, andererseits gibt es Parallelen zur Geschichte Irlands. Wie die Insel, auf der der Roman spielt, ist auch Kythera aufgrund von Kargheit und Hunger von vielen Bewohnern verlassen worden. Die Verbindung zum Maler Watteau und dessen berühmten Gemälden zur „Einschiffung nach Kythera“ spielen für den Roman eine Rolle, weil die Bewohner der Insel sich als Erforscher des fiktiven Malers Vaublin verstehen, der stark an Watteau erinnert. Sophie gibt der Insel einen anderen mythischen Namen, „Aia“, die Kurzform für die Insel Aiaia, wo das Goldene Vlies verborgen war, ein weiterer Verweis auf das fiktive Hauptwerk Vaublins, Le monde d’Or, die goldene Welt.

### Literarische Einflüsse

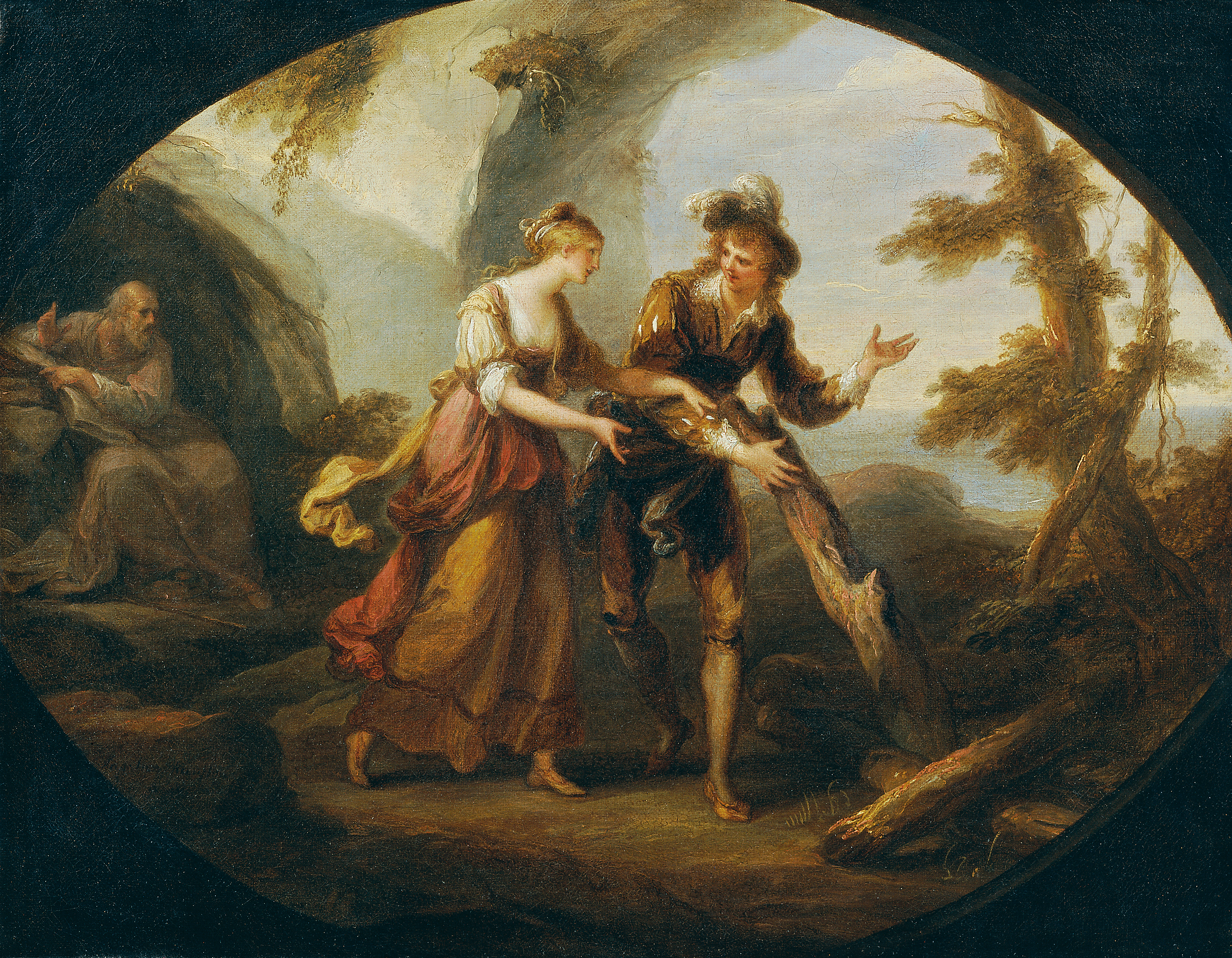
Angelika Kauffmann, Szene mit Miranda und Ferdinand, 1782

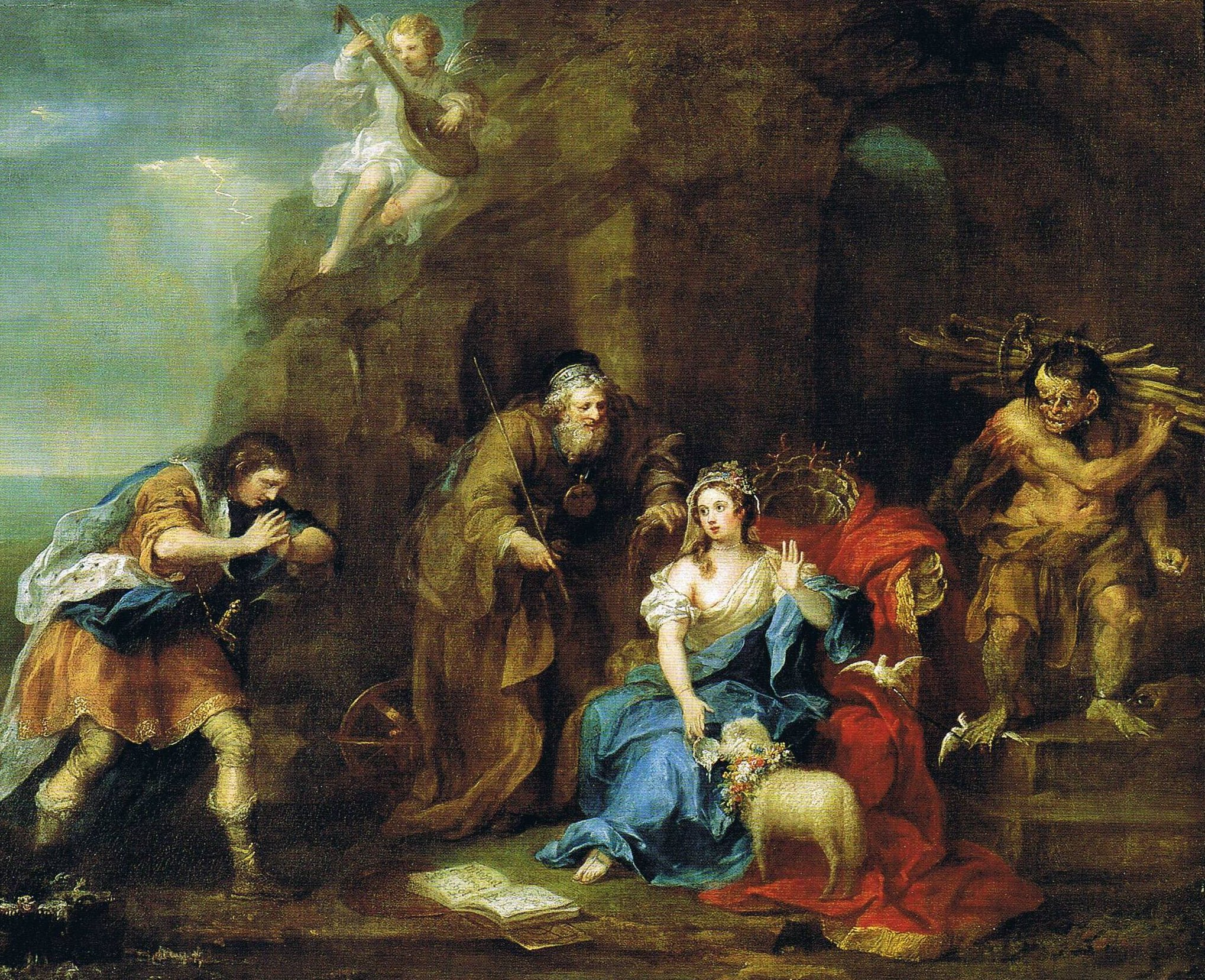
William Hogarth, Prospero und Miranda, um 1728

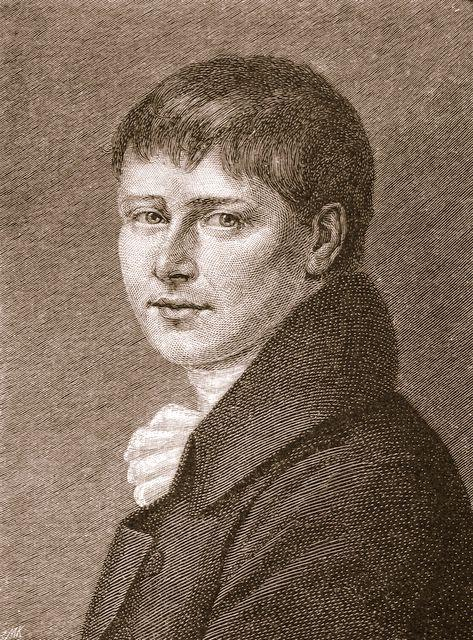
Heinrich von Kleist

Der Einfluss von Shakespeares „Sturm“ ist offensichtlich. Der zunächst scheinbar zufällige Schiffbruch erscheint als Inszenierung des allmächtigen Ich-Erzählers, der damit die Rolle Prosperos einnimmt.

„Eine kleine Welt beginnt zu sein. Wer spricht? Ich. Der kleine Gott“

Banvilles Schiffbrüchigen hören beim Betreten der Insel eine geheimnisvolle Musik:

„Alle horchten mit angehaltenem Atem, sogar die Kinder, und jeder konnte es hören, dieses ferne, tiefe, formlose Singen, das aus der Erde selbst aufzusteigen scheint. «Wie Musik», sagte der Mann mit dem Strohhut verträumt.“

Bei Shakespeare ist es Ferdinand, der in der 5. Szene die geheimnisvolle Musik Ariels hört:

„Wo kan diese Musik seyn? In der Luft oder auf der Erde? – – Sie hat aufgehört – – wahrhaftig es ist eine Anzeige, daß irgend eine Gottheit dieses Eiland bewohnt. Indeme ich auf einer Sandbank saß, und den Untergang des Königs meines Vaters beweinte, schien diese Musik über die Wellen mir entgegen zu schleichen, und besänftigte durch ihre Lieblichkeit beydes ihre Wuth und meine Leidenschaft; ich folgte ihr bis an diesen Ort, oder sie zog mich vielmehr an; – – Aber sie hat aufgehört – – Nun beginnt sie von neuem.“

Ein anderer Bezug zu Shakespeare sind die „Geister“, die der Erzähler heraufbeschwört. Wie Hamlet erscheint dem Erzähler der Geist seines Vaters in einer kafkaesken Traumszene. In einem unübersichtlichen Amtsgebäude ist der Vater mit dem Erzähler als Jungen verzweifelt auf der Suche nach seinem Totenschein, den ihm niemand ausstellen will. Durch eine verborgene Tür findet der Sohn seinen Vater in einem versteckten Büro, wo deutlich wird, dass der Vater diesen Totenschein nur wegen der Schuld des Sohnes nicht erhalten kann.
„Licht“ heißt der Assistent des Professors im englischen Original, was die Übersetzerin in der deutschen Fassung zum Namen „Lux“ verändert hat, wohl um den fremden Klang des deutschen Wortes „Licht“ im Englischen nachzuahmen.

„Licht aber  – »er hatte etwas Altväterliches an sich, als müsste er eigentlich eine Perücke und Kniehosen tragen« – ist Besucher aus einer anderen Zeit, aus Kleists »Zerbrochnem Krug«, den Banville ins Englische übersetzt und geschickt in eine irische Szenerie transponiert hat.“

Banvilles Schreiben erinnert viele Kritiker an Becketts Malone-Trilogie.

„Banville’s fondness for the grim and occasionally gruesome confession is most famously displayed in his trilogy of novels, The Book of Evidence (1989), Ghosts (1993), and Athena (1995) – a trilogy which is frequently and easily compared with Beckett’s Molloy, Malone Dies and The Unnamable.“

Weitere Einflüsse nennt die Rezension von Gerhard Schulz.

„Banvilles Roman ist ein Buch der Besuche. Wer nach schlüssiger, zielstrebiger Handlung sucht, verdirbt sich gründlich das Vergnügen daran. Was sich darin begibt, nennt die postmoderne Theorie »Intertextualität«, die spukenden Geister sind Kinder von so würdigen Eltern wie Homer, Shakespeare, Diderot, Goethe, Kleist, Byron, Mary Shelley, Nietzsche, Maeterlinck, Beckett, Lewis Carroll, Wittgenstein, Banville selbst und vor allem Watteau. Es hat einen gewissen Reiz, dieses Gewebe von Anspielungen und Andeutungen um des Wiedererkennens willen aufzudröseln. Aber da es keine wirklichen Identifikationen gibt, bleibt das ein müßiges Spiel.“

### Erzähltechnik

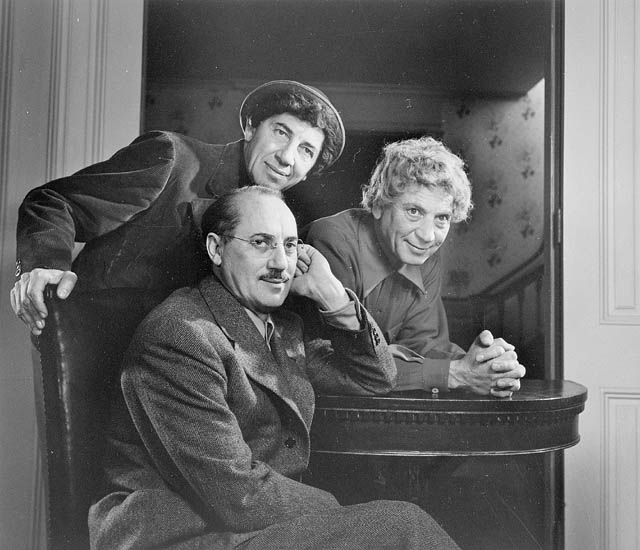
Die Marx Brothers: Chico (oben), Groucho (unten) und Harpo Marx (rechts), 1948

John Banville bricht traditionelle literarische Formen auf, indem er das Geschehen verrätselt und auf einen stringenten Handlungsfaden verzichtet. Die Fiktionalität des Geschehens wird offensichtlich gemacht, der Ich-Erzähler präsentiert sich als allmächtiger Schöpfer der Welt des Romans, als „kleiner Gott“, der die Fäden spinnt.
Dennoch verzichtet der Roman nicht auf das Element der Spannung. Die Erwartungen und Befürchtungen des Lesers werden einerseits geweckt durch den latent bedrohlichen Charakter der Figuren. Welche Gewalt steckt noch in dem ehemaligen Mörder und Ich-Erzähler? Welche Gefahr geht von dem ehemaligen Drogenhändler und Fälscher Felix aus? Welcher Gefahr sind die schutzlosen Frauen auf der Insel ausgesetzt?
Ein anderer Weg Spannung zu erzeugen, sind die langsam deutlich werdenden Verstrickungen der Figuren. Wie bei Shakespeare liegen der scheinbar zufälligen Begegnung durch den Schiffbruch düstere Verbindungen aus der Vergangenheit zu Grunde.

„»Ich bin angekommen«, erklärt Freddie, als er sein Kythera erreicht hat. Die »Goldene Welt«, Meisterstück des fiktiven Malers Vaublin, soll sich ihm auftun, und die sieben schiffbrüchigen Besucher kommen zum Fest, der «fête galante» aus Watteaus Zeitalter. Aber sie werden wieder gehen, denn sie sind nur Katalysatoren wie alle Kunstfiguren. Auch Flora-Aphrodite wird der einstige Mörder nicht halten können – mit einer Göttin zeugt man kein Mädchen, um die Untat von einst zu sühnen.“

Ein anderes Kennzeichen postmodernen Schreibens ist die Mischung klassisch-mythologischer Themen mit Alltagskultur der Gegenwart. Neben den Anspielungen auf Shakespeare und Goethe stehen Filmassoziationen aus Tom und Jerry oder den Marx Brothers. Dieser kontrastreichen Mischung entsprechen plötzlich Wechsel der Sprachebenen: Flora etwa erscheint im gleichen Absatz als „ein richtiges Modigliani-Mädchen, mit dem schweren schwarzen Haar, diesen schrägen Augen“ und als „scheinheilige kleine Fotze“.

### Malerei

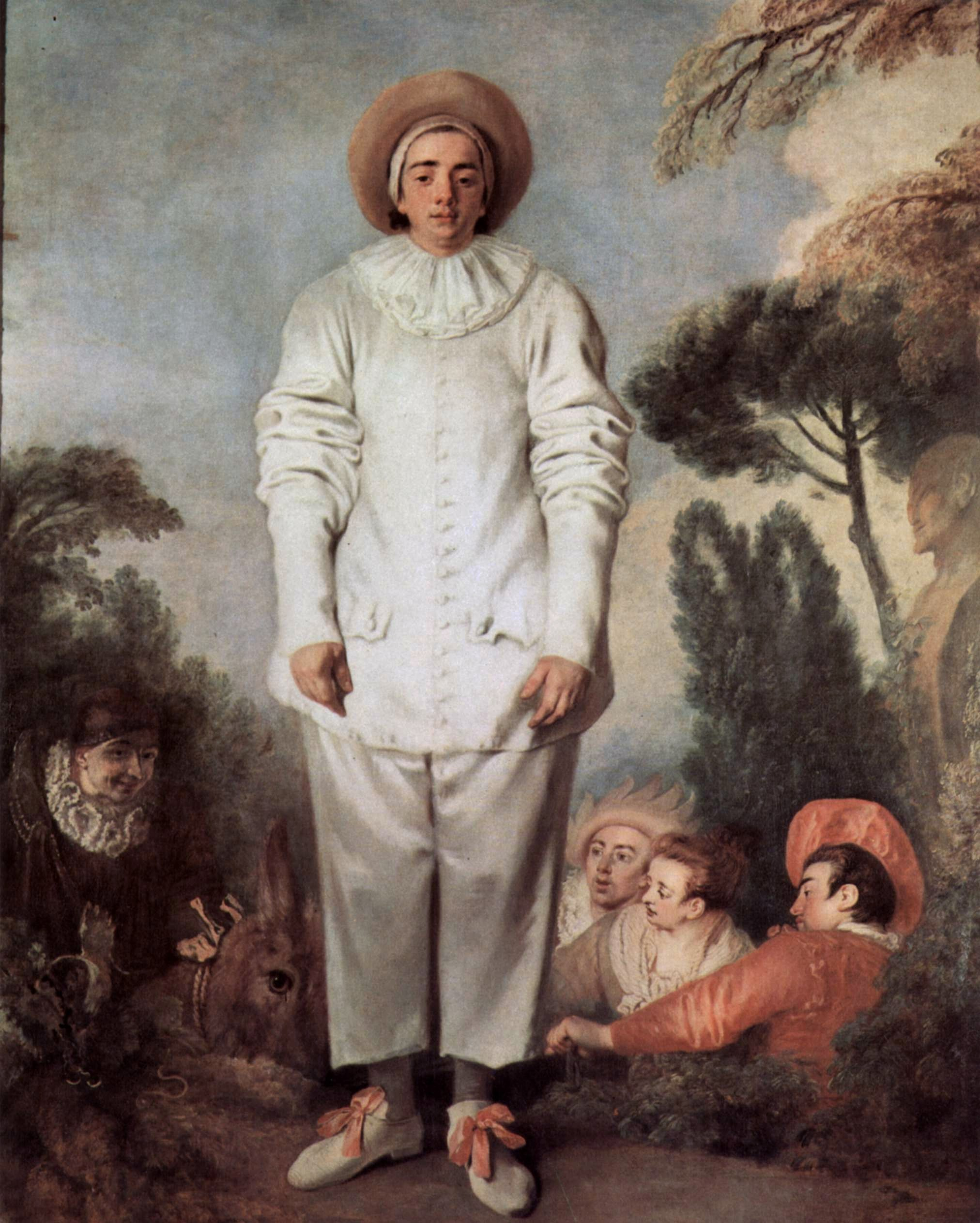
Antoine Watteau, Pierrot, 1717–1719

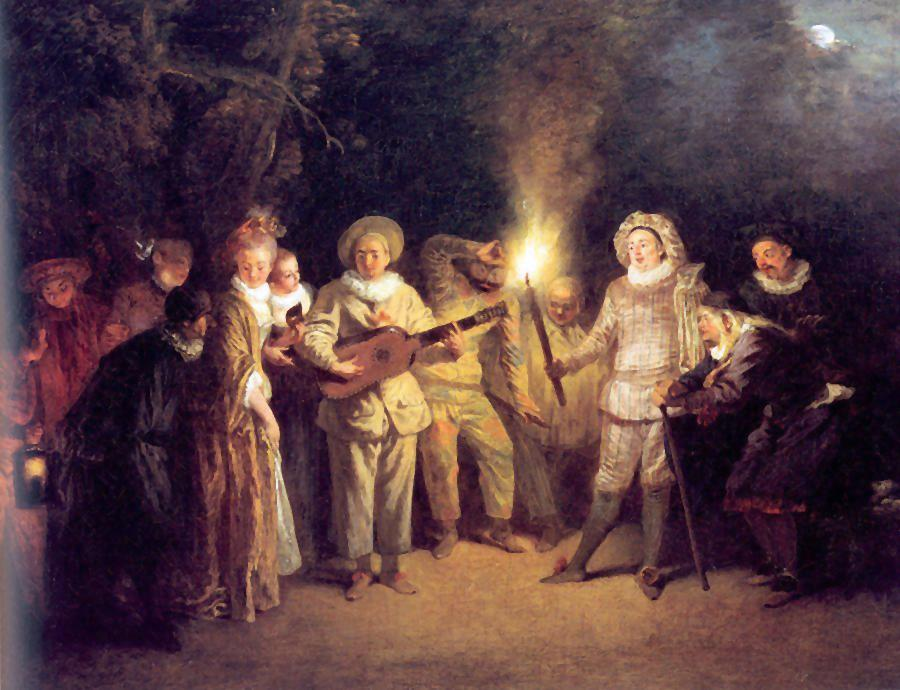
Antoine Watteau, Liebe im italienischen Theater, 1714

Banvilles Schreiben orientiert sich auch im Roman „Geister“ stark an der Malerei.

„The achievement of "Ghosts" is to use words as brushstrokes, to create in language an artwork that has all the appeal of a complex painting. Our eye roves over it and back again, not in linear, chronological order but in a state of suspended time, picking up new details and drawing new conclusions with each concentrated gaze. "They have a presence that is at once fugitive and fixed," the narrator says of his characters when he finally, and explicitly, presents them as figures in a Vaublin painting. "They seem to be at ease, languorous almost, yet when we look close we see how tense they are with self-awareness. We have the feeling they are conscious of being watched." This is the language of sensitive, intelligent art criticism, heightened and transformed into the realm of fiction.“

(„Die Leistung des Romans ist es, Wörter wie Pinselstriche einzusetzen, um mit Sprache ein Kunstwerk zu schaffen, das die Anziehungskraft eines komplexen Gemäldes hat. Unser Auge gleitet darüber, vor und zurück, nicht linear oder chronologisch, sondern im Zustand ausgesetzter Zeit, immer neue Details entdeckend, mit jedem konzentrierten Blick neue Schlussfolgerungen ziehend. «Sie haben eine Präsenz, die gleichzeitig flüchtig und fixiert ist», sagt der Erzähler über seine Figuren, wenn er sie zuletzt ausdrücklich als Figuren in einem Vaublin-Gemälde präsentiert. «Sie scheinen ruhig zu sein, fast schläfrig, aber wenn wir sie näher betrachten, wie angespannt sie mit ihrer Selbstwahrnehmung beschäftigt sind. Sie scheinen zu wissen, dass sie beobachtet werden.» Dies ist die Sprache intelligenter und sensibler Kunstkritik, erhöht und transformiert in die Welt der Fiktion.“)
Der fiktive Maler „Jean Vaublin“, der in mehreren Werken Banvilles auftaucht ist insofern ein alter ego Banvilles. Ben Ehrenreich hat darauf hingewiesen, dass der Name ein grobes Anagramm des Namens Banville ist.
Gleichzeitig ist Banville die Erfindung des Malers „Vaublin“ derart gelungen, dass man geneigt ist, an seine Existenz zu glauben. Das berühmteste Gemälde des fiktiven Künstlers, Le monde d’or, wird derart eindringlich geschildert, dass es dem Leser vor Augen zu stehen scheint. Banville benutzt zur Beschreibung Vaublins Stilelemente der großen holländischen und flämischen Meister Rembrandt, Vermeer und Bruegel, aber auch Figuren der französischen Malerei wie den Pierrot und andere Elemente, die an Watteau und Poussin erinnern.
In einem Beitrag für die Neue Zürcher Zeitung beschreibt John Banville seinen „ersten, kurzen Blick in die goldene Welt der Kunst“. Aus einem bedeutungslosen Erbauungsroman seiner Kindheit sei ihm eine Szene, eine Stimmung in Erinnerung geblieben: Ein kleines Mädchen namens Maggie habe die Schule geschwänzt und habe nun schuldbewusst an den Mauern der Klosterschule gestanden und von ferne den Stimmen seiner Klassenkameraden gelauscht.

„Wenn ich an Maggie denke, träumerisch allein dort im Sonnenlicht und in der sommerlichen Stille, dann habe ich ein Gefühl, das jenen Träumen ähnelt, in denen man sich präzis an einen Ort zu erinnern glaubt, wo man niemals gewesen ist, einen Ort, der zugleich fremd und völlig vertraut ist. Es ist kein magischer oder verzauberter, sondern ein ganz diesseitiger Ort. Es ist die Welt, wie ich sie kenne, normal und alltäglich, und dennoch aufgeladen mit einer unentschlüsselbaren Bedeutung. Mein Herz ist erschüttert, so wie das Herz von Prousts Erzähler erschüttert war, als er ein schlichtes Gebäck in eine ganz gewöhnliche Tasse Tee tunkte und die gesamte Vergangenheit sich vor ihm auftat, zärtlich, strahlend, schmuddelig, amüsant und, entgegen der Behauptung des Autors, unwiederbringlich, wenn auch nicht gänzlich verloren.“

Banville geht es bei der goldenen Welt also um die Präsenz der Vergangenheit, um Bilder und Momente, die solche Momente bewahren. Das fiktive Gemälde des fiktiven Malers Vaublin, der so sehr an Watteau erinnert, Le monde d’or, stellt nach Banville den Versuch dar, einen solchen Augenblick festzuhalten. Banville zeigt sich beeindruckt von einer Fernsehsendung (The South Bank Show), in der ein Schauspieler die Schilderung des Gemäldes im Roman gelesen habe und das Fernsehen dieses Bild nachgestellt und mit Hilfe moderner Technik zum Leben erweckt habe.

„Es war einer der schönsten Momente, die ich je am Fernsehen erlebt hatte, nicht nur wegen der technischen Hexerei, die solches möglich machte, sondern weil unvermittelt das kleine Bild, das auf der Seite noch statisch gewesen war, sich vor meinen Augen in Leben verwandelte. Der Atem der Welt!“

John Banville will mit seiner fiktiven Romanwelt keine einladende Gegenwelt, in die man flüchtend entkommen kann, kreieren, sondern Zugänge zur wirklichen Welt, in der man zugleich fremd und daheim ist. Ob Banville auch durch Hölderlins „Abendphantasie“ oder Georg Brittings Gedicht „Goldene Welt“ inspiriert wurde, ist nicht bekannt.

## Rezeption
Wendy Lesser vergleicht Banvilles Werk in der New York Times mit einem Peter-Greenaway-Film: faszinierende Bilder, ein verwickelter Plot, exzentrische, irgendwie bedrohliche Figuren, eine Leidenschaft für Schönheit und Gewalt. Sie sieht eine entscheidende literarische Weiterentwicklung Banvilles gegenüber dem ersten Teil der Trilogie.

„"Ghosts" is a far better novel, though it is also a more difficult one. Where the narrator in "The Book of Evidence" was always striving for effect, the narrator in "Ghosts" quietly achieves it. The irony is that they are intended to be the same person.“

Begeistert zeigt sich auch Gerhard Schulz in der FAZ vom 14. Juni 2000. Dabei hebt er die Sprache und die Intensität der sprachlichen Bilder Banvilles hervor.

„Banville ist ein hinreißender, wundervoll unangestrengter, sprachmächtiger Erzähler; jede Seite, oft jeder Satz verrät die bare Lust am Schreiben. Das Weben in der Luft eines irischen Sommermorgens, das Abendleuchten des Meeres, der Tabakdunst in der Trübheit einer Schwulenkneipe am Hafen – überall schafft sich ein Autor hier seine eigene, lebendige Bildergalerie aus Sprache.“

Er sieht das Werk als Zeugnis der Postmoderne, als Fülle von Bildern aus verschiedensten Quellen, die rätselhaft bleiben „wie das Leben selbst“.

„Postmodernität bedeutet grundsätzlich, dass sich Erklärungen für die Wege der Welt und der Menschen nicht finden lassen: „Nichts ergibt am Ende einen Sinn.““

Im gleichen Sinne markiert Tim Conley in „The Modern World“ die Unschärfe als Schreibprinzip Banvilles.

„A fact is offered and then cancelled, a story related and then dismissed as manufactured and irrelevant. As solid as the images in his elaborate pictures appear to become with study – so many tantalizing paintings populate the author’s works – Banville now and again strokes the frame and throws us back into uncertainty.“

## Text
- John Banville: Geister, übersetzt von Christa Schuenke. 2000, ISBN 3-462-02874-X, 335 S.
- Originaltitel „Ghosts“, 1993, ISBN 0-679-75512-8

## Sekundäres
- John Banville:  Die goldene Welt. In:  Neue Zürcher Zeitung, 7. April 2007
- Gerhard Schulz: Tumult des Windes auf Kythera, Aus der Mörder-Trilogie: John Banvilles Roman „Geister“. In: FAZ, 14. Juni 2000, S. 56
- Wendy Lesser: Violently Obsessed With Art. In: New York Times, 28. November 1993
- London Review of Books. XV, 22. April 1993, S. 10
- Los Angeles Times Book Review, 7. November 1993, pS3.
- The Times Literary Supplement, 9. April 1993, S. 20.